# Rocket U-boat

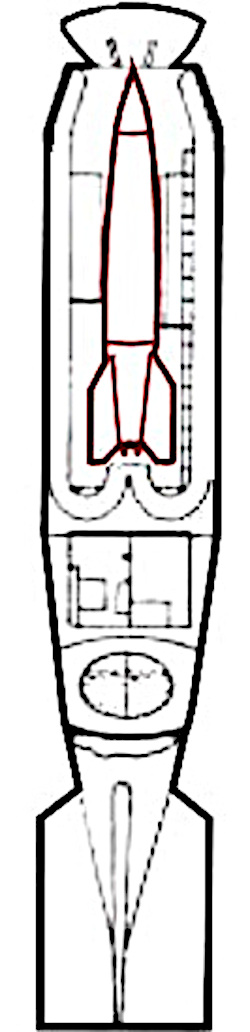
Esempio di V2 alloggiato dentro un siluro

Il Rocket U-boat fu un progetto militare tedesco segreto per la creazione del primo sottomarino lanciamissili balistici in grado di lanciare SLBM. L'idea, in seguito abbandonata, fu concepita dal Terzo Reich nazista durante la seconda guerra mondiale.
Il piano originale prevedeva l'uso degli U-Boot tedeschi per un attacco alla città di New York grazie all'uso dei nuovi missili V2.

## Storia
La seconda guerra mondiale vide la nascita del primo missile balistico, il V2. Venne quindi in seguito l'idea di poter utilizzare un sottomarino come base di lancio per questi missili, potendo quindi avere in mano un'arma che può colpire qualsiasi città nel mondo. Infatti il Terzo Reich ideò quest'arma per colpire New York.
Nel 1941 si pensò di adattare l'unità U-511 della classe U-Boot Tipo IX-C, che già dai primi esperimenti ha confermato la validità l'idea, essendo in grado di far fuoriuscire i missili dalla sua parte superiore, sia in emersione, sia in immersione fino ad una quota di 12 metri. Ma a quei tempi la Germania era più concentrata sullo sviluppo della V1, e quindi questo progetto si mise da parte.
Nel 1943 il progetto fu riproposto dopo che la V1 ebbe raggiunto lo stadio operativo; ancora una volta però il progetto di usare la V1 su un U-Boot fu accantonato.
Si tornò a parlare di questo progetto nel 1943-44 in forma più avanzata, progettando l'attacco a New York: nome in codice Prufstand XII. Per questa missione si volevano utilizzare i missili V2, ma il sottomarino non era in grado di ospitarli. Quindi si decise di passare ad un altro battello, l'U-Boot Tipo XXI. I V2 in questi casi venivano immessi in appositi "siluri".
Solamente negli anni cinquanta gli americani e i sovietici ripresero in mano questo progetto.